# Procladius transiens
Procladius transiens är en tvåvingeart som först beskrevs av Jean-Jacques Kieffer 1921.  Procladius transiens ingår i släktet Procladius och familjen fjädermyggor.
Artens utbredningsområde är Taiwan. Inga underarter finns listade i Catalogue of Life.